# ورام گوستانیان
ورام کریستاپوری گوستانیان (ارمنی: Վռամ Քրիստափորի Կոստանյան؛ زادهٔ ۱۴ دسامبر ۱۸۹۸ - درگذشته ۲۳ نوامبر ۱۹۴۱) یک دانشمند و استاد اهل ارمنستان که از تاریخ ۱۹۳۵ تا تاریخ ۱۹۳۷ ریاست دانشگاه دولتی ایروان را برعهده داشت.

## زندگی‌نامه
در ۲۶ دسامبر [سبک قدیمی: ۱۴ دسامبر] ۱۸۹۸ در واغارشاپات به دنیا آمد .  وی در ۲۳ نوامبر ۱۹۴۱ در سن ۴۲ سالگی درگذشت.